# هند بنت حمد آل ثاني
الشيخة هند بنت حمد آل ثاني (15 أغسطس 1984) هي شقيقة أمير دولة قطر الحالي الشيخ تميم بن حمد بن خليفة آل ثاني وبنت أمير دولة قطر السابق الشيخ حمد بن خليفة آل ثاني من زوجته الشيخة موزا المسند

## التعليم
حصلت على شهادة الماجستير في إدارة الأعمال التنفيذية من جامعة إتش إي سي باريس في قطر، وشهادة الماجستير في حقوق الإنسان من كلية لندن الجامعية في المملكة المتحدة، وشهادة البكالوريوس من جامعة ديوك في الولايات المتحدة الأمريكية.

## حياتها المهنية
تتولى الشيخة هند بنت حمد آل ثاني منصب نائب رئيس مجلس إدارة مؤسسة قطر للتربية والعلوم وتنمية المجتمع والرئيس التنفيذي للمؤسسة، كما تشغل الشيخة هند منصب رئيس مجلس أمناء جامعة حمد بن خليفة، والرئيس المشارك للمجلس الاستشاري المشترك لجامعة نورثويسترن في قطر، كما تشغل منصب نائب رئيس مجلس إدارة مؤسسة قطر، وعضو مجلس أمناء مؤسسة قطر، ورئيس مجلس إدارة مؤسسة علِّم لأجل قطر، كما تولت الشيخة هند خلال المدة من عام 2008 إلى عام 2013 منصب مدير مكتب سمو الأمير حمد بن خليفة آل ثاني، كما شغلت رئيس مجلس الإشراف المشترك ورئيس اللجنة التنفيذية لكلية شمال الأطلنطي في قطر وشغلت أيضاً الشيخة هند بن حمد بن خليفة آل ثاني منصب نائب رئيس المجلس الأعلى للتعليم ورئيس اللجنة التنفيذية (وزارة التعليم والتعليم العالي حاليًّا)، ومنصب عضو مجلس إدارة مؤسسة السلام الدولية